# بغداد الجديدة
بغداد الجديدة هي واحدة من تسع أحياء تمثل التقسيم الإداري لمناطق وأحياء بغداد الرئيسية في العراق. وتحتوي هذه المنطقة على تسعة مجالس أحياء استشارية بالإضافة إلى مجلس مقاطعة استشاري. ويقع الحي في القسم الجنوبي الشرقي من مدينة بغداد في جانب الرصافة أو إلى الشرق من مركز العاصمة.

## التسمية
تمت تسمية هذه المنطقة ببغداد الجديدة نسبة إلى شركة إنشاءات بغداد الجديدة والتي تمت إنشاؤها في الأصل لبناء هذه المنطقة أسوة بمنطقة مصر الجديدة في جمهورية مصر العربية، وضع تصميمات بغداد الجديدة، المهندس المعماري المصري، الدكتور سيد كريم، من أساتذة جامعة القاهرة.
كانت منطقة بغداد الجديدة تسمى سابقاً (9 نيسان) نسبة إلى تاريخ التاسع من شهر أبريل، ولكن العديد من العراقيين لم يعودوا يستخدمون هذا الاسم حيث أن الأكثر انتشاراً هو تسمية هذه المنطقة ب (7 نيسان).
مدينة الحسينية

## التاريخ
في عام 1945 أثناء حكم الملك فيصل الثاني ووصاية الأمير عبد الإله والزيارات العائلية بين عائلة الملك فاروق وفيصل وإعجاب الاثنين بالتطور والعمران، قرر أصحاب رؤوس الأموال العراقيين بالشروع في إنشاء مدينة بغداد الجديدة بنفس السنة برأسمال قدره مليون دينار عراقي ومن أجل أن يستفيد أبناء الشعب العراقي بهذه الشراكة لذا طرح أسهم الشركة في السوق وكانت سوق بغداد للأوراق المالية في شارع الرشيد بمحلة العبخانة قد شهدت إقبالاً من قبل المواطنين وقد تم بيع السهم الواحد بخمسة دنانير عراقية وبيعت كل الاسهم. ولم تنتهِ مدة الاكتتاب حتى باشرت الشركة فعلاً بشراء آلاف الدونمات من الأرض الواقعة على بعد بضعة كيلومترات جنوبي شرقي العاصمة بغداد قرب تل محمد وحفاظاً على المنطقة الأثرية في موقع تل محمد فقد سيجت وبدأت السيارات بحمل التراب لجعل الموقع سدة محكمة ضد مياه الفيضانات أولاً ومن ثم الشروع بالتخطيط لبناء المدينة الجديدة.

## تخطيط المنطقة
تم تخطيط المنطقة في بداية إنشائها لتحتوي على أربعة شوارع رئيسية واسعة متوازية طول الواحدة منها ثلاثة كيلومترات قابلة للتمديد وعرضها حوالي خمسون متراً، وتتقاطع مع هذه الشوارع على زوايا قائمة أربعة شوارع أخرى متوازية يالمقاييس نفسها ويتخلل هذه الشوارع طرق فرعية تقسم المربعات الناتجة عن تقاطعها بصورة هندسية تجعل كل وحدة من وحداتها أبنية سكنية تقع على طريقين اثنين.
ولقد قامت الشركة ببناء جسرين في مدخل المدينة وعبدت الطريق الرئيسي بجانبيه وهو الذي يخترقها ويصل بالطريق المؤدي إلى مدينة بعقوبة كما عبدت وزفتت مجموعة من الطرق الفرعية الأخرى وقامت بتشجير معظم تلك الطرق وأنشأت الحدائق الجميلة و أنيرت الطرقات وللشركة في آخر الشارع الرئيسي مشتل كبير خاص بها زرعت فيه مختلف الأشجار والنباتات والورود ولقد شيدت الشركة منذ تأسيسها عددا من القصور الفخمة والفيلات الجميلة وكازينو جميلة تحيط بها الحدائق الغناء تسر بهجة الناظرين.

## المعالم
تتميز منطقة بغداد الجديدة بأنها خليط من العديد من أديان وطوائف عديدة حيث يقطنها المسلمون إضافة إلى نسبة كبيرة من المسيحيين ويتركز تواجد المسيحيون في حي السريان أو كما يسمى بحي الغدير وهو يشمل المحلة 706 وفيه عدة مباني للكنائس. وللمنطقة مجلس بلدي منتخب.
وتوجد في المنطقة عدد من المواقع الأثرية منها موقع تل محمد الذي يقع حالياً في حي سومر، وهو الآن محمي من قبل الجهات الأثرية وتل حرمل الذي يعود تاريخه إلى العصر البابلي القديم.
ومن معالم منطقة بغداد الجديدة مبنى جامع السامرائي، وسينما البيضاء، وعمارة أو سوق الكبيسي وكان مخطط له أن يكون مركز تسويقي على غرار محلات عمر أفندي في مصر، وعمارة مارديروس أكوب وصاحبها عراقي من أصل أرمني شيد مبنى العمارة في سنة 1960 وهي عمارة جميلة من ناحية التصميم المعماري، وحجم الشقق، وكان من المقرر أن تكون مبنى لمصرف تجاري لكن استعملت للسكن فيما بعد.
كذلك من معالم بغداد الجديدة القديمة محل مرطبات الشباب وكان أول محل لبيع الآيس كريم المصنع بواسطة مكائن مستوردة من الدانمارك، وكان هنالك بناية على شكل مثلث يقال أنها كانت دار استراحة الملك وتسمى السفينة لكن تغيرت معالمها حالياً.

## الجوامع والحسينيات والكنائس
- جامع عرفات (تأسس سنة 1986)
- جامع السامرائي
- جامع ذات النطاقين اسماء بنت ابي بكر الصديق

## وصلات خارجية
- بغداد الجديدة على خرائط غوغل